# Amarga
La amarga es un licor de hierbas de Uruguay, perteneciente a la familia de los amaros italianos. Con un porcentaje alcohólico que ronda los 25°, se obtiene a partir de la maceración en alcohol de diferentes hierbas, siendo su componente principal la raíz de genciana junto con la centaura, a la que se le añaden otras hierbas, algunas nativas, como puede ser el arazá o la marcela.

## Historia
Si bien la empresa Monte Cudine, que hoy se dedica a los condimentos, comenzó a elaborar su Amaro Monte Cudine, a cargo de la empresa Bonomi Hermanos en 1900, no queda claro que este licor se trate propiamente de una amarga, si bien la marca fue comprada por Bacardí-Martini los cuales hoy producen la amarga Amaretto. Además, se elabora por la marca Vesubio desde 1923 y desde 1925 por la marca Ameral y su auge y popularidad están relacionados al monopolio de los alcoholes, cañas y grapas que asumió el Estado uruguayo a cargo de Ancap en la década de los 40, que dio un duro golpe a las licorerías que obtenían más del 80 por ciento de sus ganancias a partir de la venta de estos aguardientes, tratándose de ser éstos los más consumidos y demandados, lo que llevó a la creación de Licorería Unida, S.A. (LUSA), mediante la fusión de varias licorerías entre ellas Amaro Monte Cúdine, hoy en día perteneciente a Bacardí-Martini, propetarios de la marca Amaretto y también 5 raíces, y que estas licorerías volcaran su actividad a la venta de licores botánicos como la amarga y la manzanilla y también a la grappamiel.

## Consumo
La amarga puede tomarse sola, con hielo, o en tragos, cortada con vermut o con gaseosa sabor pomelo.
En el sur es tradicional cortar la amarga con vermouth, mientras que en litoral es más común tomar amarga con pomelo.
Entre las marcas más populares están:
- Amaretto: la más vendida en la zona del departamento de Paysandú
- Ameral: muy popular en el litoral sur, sobre todo en el departamento de Río Negro, compite con Amaretto en Paysandú.
- Vesubio: popular en el este del país.
- 5 Raíces: la más consumida en el sur.

En la década de los 90's el Dr. Rodolfo Tálice grabó un comercial para Amarga Vesubio, donde dijo al referirse a la misma:

Amigos, 20 viejos medicamentos nos brindan las plantas, otras benefician la salud. Tres excelentes: genciana de Los Alpes, guaya americana y centaura criolla. He ahí un trío estimulante y digestivo; con él en el aperitivo nunca serán alcoholistas sus consumidores